# Факултет за физичку културу и менаџмент у спорту Универзитета Сингидунум
Факултет за физичку културу и менаџмент у спорту (скраћено ФФКМС) је факултет у склопу Универзитета Сингидунум. Спроводи основне и мастер академске студије за школовање студената заинтересованих за физичко васпитање и спортски менаџмент.

## Студије
- Физичко васпитање и спорт
- Менаџмент у спорту